# Amloh
Amloh é uma cidade e um município no distrito de Fatehgarh Sahib, no estado indiano de Punjab.

## Geografia
Amloh está localizada a 30° 37′ N, 76° 14′ L. Tem uma altitude média de 259 metros (849 pés).

## Demografia
Segundo o censo de 2001, Amloh tinha uma população de 12,686 habitantes. Os indivíduos do sexo masculino constituem 54% da população e os do sexo feminino 46%. Amloh tem uma taxa de literacia de 70%, superior à média nacional de 59.5%; com 57% para o sexo masculino e 43% para o sexo feminino. 12% da população está abaixo dos 6 anos de idade.